# 曹冠群
曹冠群（1918年—2007年），陕西西安人，中华人民共和国政治人物。
早年担任陕西省妇联主任。1957年，任全国妇联党组副书记。1979年，任中华人民共和国农业部副部长。
1954年，当选第一届全国人民代表大会代表。